# Finn Butcher
Finn Butcher (Dunedin, 17 marzo 1995) è un canoista neozelandese.

## Palmarès
- Giochi olimpici estivi

Parigi 2024: oro nel K Cross
- Campionati oceaniani di canoa slalom

Auckland 2020: bronzo nel K1.
Auckland 2023: bronzo nel K1.